# ユダヤ人国家法
ユダヤ人国家法（ユダヤじんこっかほう、ヘブライ語: חוק יסוד: ישראל – מדינת הלאום של העם היהודי、ラテン文字転写: Basic Law: Israel as the Nation-State of the Jewish People）は、イスラエルの基本法 。「基本法：イスラエル－ユダヤ人の国民国家」「ユダヤ国民国家法」とも呼ばれる。

## 概要
以下が概要。
- イスラエルにおいてユダヤ人にのみ民族自決権があると明記。
- イスラエルはユダヤ人の歴史的な国土と明記。
- アラブ人が使うアラビア語が公用語から「特別な地位」に変更され、公用語はユダヤ人が使うヘブライ語のみと明記。
- 「ユダヤ人入植の拡大」について、イスラエル政府が「奨励して促進する国家的価値」と明記。
- 東エルサレムをも含む「統一エルサレム」をイスラエルの首都と宣言。

## 成立までの動向
2011年8月3日、アヴィ・ディヒタークネセト（イスラエル国会）外交防衛委員長（前進党）・ゼエブ・エルキン（国民自由運動）ら超党派の40名の議員が、「ユダヤ国民国家基本法案」を提出した。これが本基本法の原型である。しかし前進党のツィッピー・リヴニ党首の反対で、審議は棚上げとなった。 
2014年5月1日、ベンヤミン・ネタニヤフ首相（国民自由運動）は閣議でヤリブ・レビンらによる修正案成立を指示した。また「パレスチナ国を承認し、ユダヤ人国家法に反対することはイスラエルの生存権を脅かす」と主張した。さらに国際法上否認されている占領地を含めて「イスラエル国の永続的な国境」と主張し、二国家解決を否認した。野党のイツハク・ヘルツォグ（労働党党首）などは相次いで批判し、閣内でもリヴニ法相は「民主的価値観とユダヤ人国家は並立させなければならず、ユダヤ人国家であることを優越させてはならない」と反対した。
11月にディヒターらの案を元にした修正案が審議入りし、またアイェレット・シャケッド（ユダヤ人の家）らの案、そしてネタニヤフ首相案の3案が審議された。12月2日、リヴニ法相とヤイル・ラピド財務相（「未来がある」）は法案に反対したため閣内不一致を理由に罷免された。その結果、連立政権が瓦解し、2015年3月に解散総選挙となったため成立に至らなかった。総選挙後の6月、ディヒターとエルキンらは再度修正案を提出したが、やはり成立には至らなかった。
2017年5月7日、改めてディヒター（この時は国民自由運動）ら超党派の右派議員12人が提出した。ネタニヤフ内閣は、本案を議員立法としてでは無く、政府提出法案として審議することを決めた。これにより可決に弾みを付ける形となった。
2018年7月19日にクネセトでの約8時間に及ぶ審議の末、最終的に第三読会（読会制参照）で賛成62、反対55の賛成多数で可決された。ネタニヤフ首相は「シオニズムとイスラエル国の歴史における極めて重要な瞬間」と称賛した。
当初の法案では、ユダヤ人だけが住むことができるコミュニティを明文化し、関連の判例がない場合にはユダヤ教の儀式規則が他の法律よりも優先されることなどが盛り込まれていたが、ルーベン・リブリン大統領やアビハイ・マンデルブリト司法長官ら反対派からの批判を受け、これらの条項は削除された。
また、アラブ系住民政党の国民民主集団は、対案として全国民の平等を内容とした「全国民国家基本法」を提出していた。クネセト幹部会は6月4日、「ユダヤ人国家としての（イスラエル）国家の存在を否定する」言説がクネセトで禁止されていることを理由に、審議入りを拒否した。
ユダヤ人国家法成立を受けて、イスラエルの人口約900万人のうち約2割を占めるアラブ系住民は「ユダヤ人優位を制度の根幹に据えることを明言し、アラブ人を常に『2級市民』とする法律」として反発している。
リベラル寄りのシンクタンク「イスラエル民主研究所」はユダヤ人国家法は「すべての居住者の利益のために」国家の発展に尽力することや「宗教、人種、性別に関わらずすべての居住者の完全に平等な社会的、政治的権利」を確立する必要があること等を文言としているイスラエル独立宣言に反していると主張している。

日本イスラエル親善協会代表理事・副会長の池田明史は、イスラエル独立宣言は「（ユダヤ人の）民族国家」であると同時に「（すべての国民に平等に開かれた）民主国家」という「突き詰めれば相互に矛盾し衝突する」自己規定であり、ユダヤ人国家法の成立は、「民族原理」が優位になりつつある現状を示していると解説した。

## 成立後の動向
2020年、「未来がある」のガディア・ムレー（ドゥルーズ派出身）は、少数派の権利を併記した改正案を提出した。しかし7月29日、賛成21、反対53の反対多数で否決された。総選挙で同様の改正案を公約した「青と白」は、ネタニヤフ政権の与党入りしたためベニー・ガンツ共同代表はじめ大多数が採決を欠席し、一部は反対に回った。